# Newmarket (Nouvelle-Zélande)
Pour les articles homonymes, voir Newmarket.
Newmarket est un faubourg d'Auckland situé au sud-est d'Auckland CBD. Il est bordé à l'ouest par Grafton, au sud par Epsom et Mount Hobson, à l'est par Remuera et au nord par Parnell.